# Депо
Депо (фр. dépôt — магацин) је велика и пространа хала која може имати више намена. У грађевинарству служи за складиштењеграђевинског материјала. У трговини намена му је чување продајне робе. Најчешће се под термином депо мисли на велики хангар у коме су стационирана возила градског саобраћаја или возова (аутобуси, трамваји и тролејбуси) у периоду док се не користе и по завршетку вожње.